# Tahirah Sharif
Tahirah Amandla Sharif es una actriz británica de cine, teatro y televisión, originaria de Londres, Inglaterra.

## Carrera
Uno de los primeros papeles de Sharif fue en el cortometraje de Film 4 See Me as the lead. En 2012 apareció en cada episodio del drama de la BBC One Night interpretando el papel de Madison, así como en la segunda temporada del drama de ITV Whitechapel como Chantal Essian. En el mismo año interpretó a Esther Adams en la producción escénica de Moon on a Rainbow Shawl en el National Theatre y a Dunyazade en la producción de Arabian Nights en el Trycicle Theatre. Acto seguido apareció en su primer largometraje, The Invisible Woman, junto a Ralph Fiennes y Felicity Jones.
Después de figurar en producciones teatrales, episodios de series de televisión y algunos cortometrajes, en 2017 interpretó a Melissa en A Christmas Prince, exitosa incursión de la plataforma Netflix en las películas navideñas. La actriz apareció además en sus dos secuelas: A Christmas Prince: The Royal Wedding y A Christmas Prince: The Royal Baby, estrenadas en 2018 y 2019 respectivamente. En octubre de 2020 interpretó el papel de Rebecca Jessel en la serie de Mike Flanagan The Haunting of Bly Manor.

## Filmografía

### Cine
| Año  | Película                              | Papel   | Notas        |
| ---- | ------------------------------------- | ------- | ------------ |
| 2010 | Assessment                            | Rachel  | cortometraje |
| 2010 | See Me                                | Alicia  | cortometraje |
| 2012 | Stop                                  | Nikki   | cortometraje |
| 2013 | The Invisible Woman                   | Rosa    |              |
| 2015 | Pulsar                                | Kile    | cortometraje |
| 2017 | A Christmas Prince                    | Melissa |              |
| 2018 | Beautified                            | Belle   | cortometraje |
| 2018 | A Christmas Prince: The Royal Wedding | Melissa |              |
| 2019 | A Christmas Prince: The Royal Baby    | Melissa |              |
| 2021 | The Kindred                           | Sue     |              |

### Televisión
| Año     | Título                    | Papel          | Notas        |
| ------- | ------------------------- | -------------- | ------------ |
| 2011    | Casualty                  | Shelley King   | 1 episodio   |
| 2011    | Doctors                   | Aaliyah Clarke | 1 episodio   |
| 2012    | One Night                 | Madison        |              |
| 2012    | Whitechapel               | Chantal Essian | 1 episodio   |
| 2013–14 | Casualty                  | Ella Ashford   |              |
| 2015    | Waterloo Road             | Carrie Norton  | 10 episodios |
| 2020    | The First Team            | Elle           | 1 episodio   |
| 2020    | The Haunting of Bly Manor | Rebecca Jessel | 7 episodios  |

### Teatro
| Año  | Título                  | Papel        |
| ---- | ----------------------- | ------------ |
| 2012 | Crawling in the Dark    | Amber        |
| 2012 | Moon on a Rainbow Shawl | Esther Adams |
| 2012 | Arabian Nights          | Dunyazade    |
| 2014 | Moon on a Rainbow Shawl | Esther Adams |
| 2015 | Firebird                | Katie        |
| 2016 | Firebird                | Katie        |
| 2018 | Orange Polar Bear       | Sarah        |